# Manuela d'Ávila
Manuela Pinto Vieira d'Ávila (Porto Alegre, Rio Grande do Sul; 18 d'agost de 1981) és una política, periodista i escriptora brasilera, afiliada al Partit Comunista del Brasil (PCdoB). Va ser la regidora més jove de la història de Porto Alegre i va obtenir un escó en la Cambra de Diputats, representant Rio Grande do Sul, entre els anys 2007 i 2015. Va ser candidata a vicepresidenta en les eleccions de 2018.

## Primers anys, educació i política estudiantil
Manuela d'Ávila va néixer a Porto Alegre, la capital de Rio Grande do Sul. És filla d'una jutgessa Ana Lúcia i un enginyer Alfredo, i té quatre germans: Luciana, Carolina, Mariana i Fernando. A causa del càrrec que la seva mare ocupava, durant la infància la família es va mudar en diverses ocasions i van viure en les localitats Estancia Vieja, São Lourenço del Sur, Pedro Osório i Río Grande, tornant a la capital quan Manuela tenia catorze anys.
Es va formar en Periodisme en la Pontifícia Universitat Catòlica de Rio Grande do Sul. També va cursar Ciències Socials en la Universitat Federal de Rio Grande do Sul. Es va unir al moviment estudantil el 1999, quan va unir-se a la Unió de la Joventut Socialista (UJS), braç del Partit Comunista del Brasil, partit al qual es va afiliar l'any 2001. De 2001 a 2003 va integrar la direcció nacional de la UJS i va ocupar una vicepresidència de la Unió Nacional dels Estudiants.

## Carrera política

### Regidora
En les eleccions municipals de 2004, va ser elegida regidora de Porto Alegre, convertint-se en la regidora més jove de la història del municipi. Com a regidora, va presentar el projecte de llei 9.989/06, sobre el descompte del 50% en activitats culturals i esportives per a estudiants.

### Diputada federal

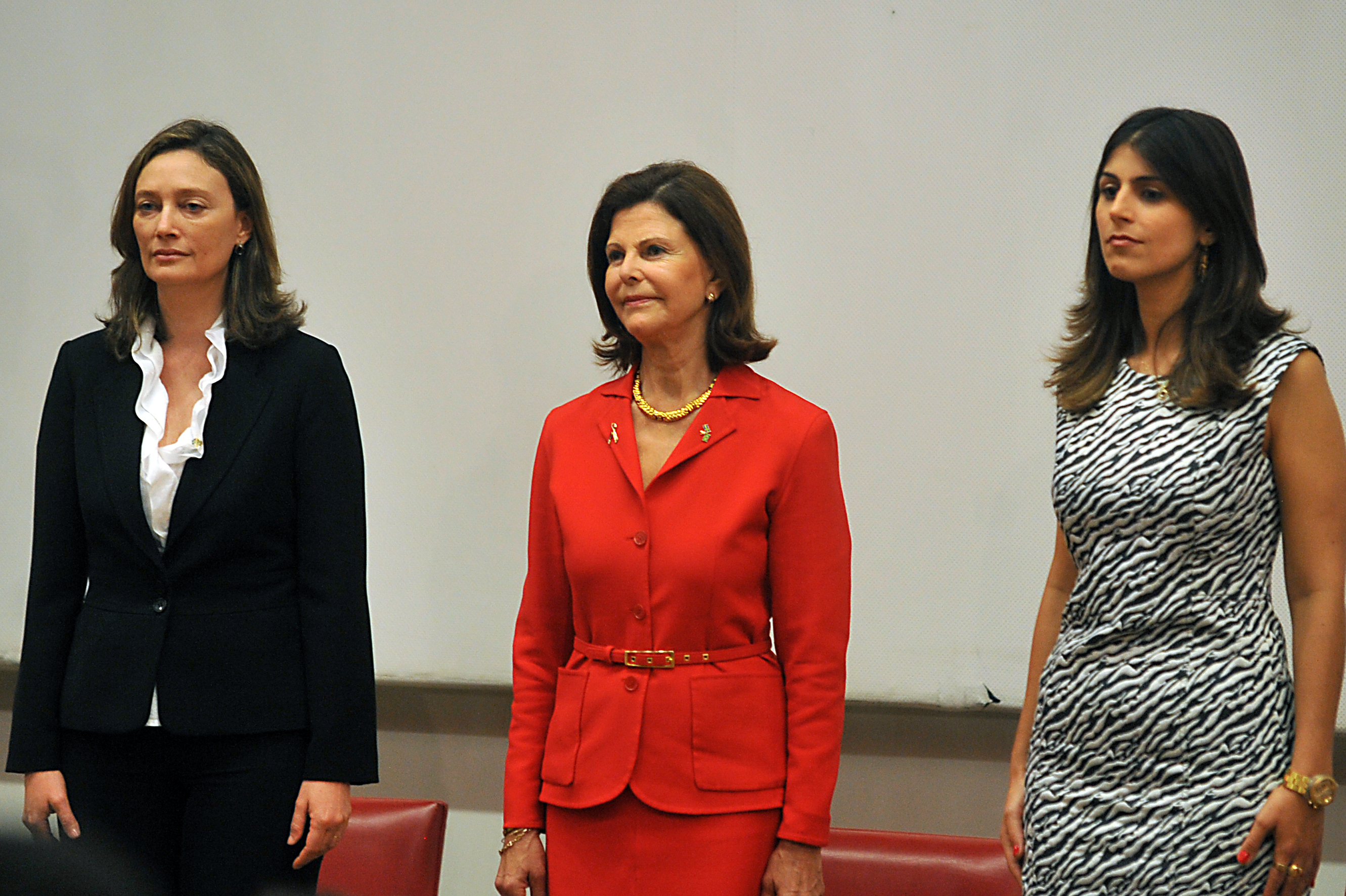
D'esquerra a dreta: Maria del Rosário Nunes (llavors Ministra de Drets Humans), la reina Sílvia de Suècia i Manuela d`Ávila, en un acte a Brasília (2011).

En les eleccions de 2006, va ser candidata a diputada federal pel PCdoB de Rio Grande do Sul. Va ser escollida amb 271.939 vots, sent la candidata gaúcha d'aquell any. Un dels seus projectes com a diputada va regular les passanties en l'ensenyament superior i tècnic. En 2010, va ser candidata novament al càrrec de diputada federal, aconseguint 482.590 vots, el 8,06% dels vots vàlids a l'estat. Aquesta va ser la major votació a Rio Grande do Sul i una de les més altes del Brasil.
Després de les eleccions presidencials de 2010, la presidenta electa Dilma Rousseff va oferir-li el càrrec de Ministra d'Esports. No obstant això, el president del PCdoB, Renato Rabelo, va declarar que Manuela optaria a l'alcaldia portoalegrense el 2012 i no volia deixar vacant la cartera a mitja legislatura en un moment en què el Brasil estava immers en els preparatius de la Copa del Món de Futbol de 2014 i els Jocs Olímpics de 2016.
El 2011, va escriure l'Estatut de la Joventut, document que garantia els drets i deures dels joves brasilers. La redacció del text va estar envoltada de certa polèmica, ja que incloïa assumptes considerats controvertits, com la igualtat en l'orientació sexual. L'estatut va ser aprovat en la Cambra dels Diputats el 5 d'octubre de 2011, i al Senat Federal el 15 de febrer de 2012.
Durant l'any de 2011, va presidir la Comissió de Drets Humans i Minories de la Cambra dels Diputats. En aquest càrrec, va demanar la sortida de la comissió del llavors diputat Jair Bolsonaro, petició secundada per la ministra dels Drets Humans, Maria del Rosário. El 2013, va ser triada com la líder del seu partit en la Cambra dels Diputats.

### Candidata a l'alcaldia de Porto Alegre

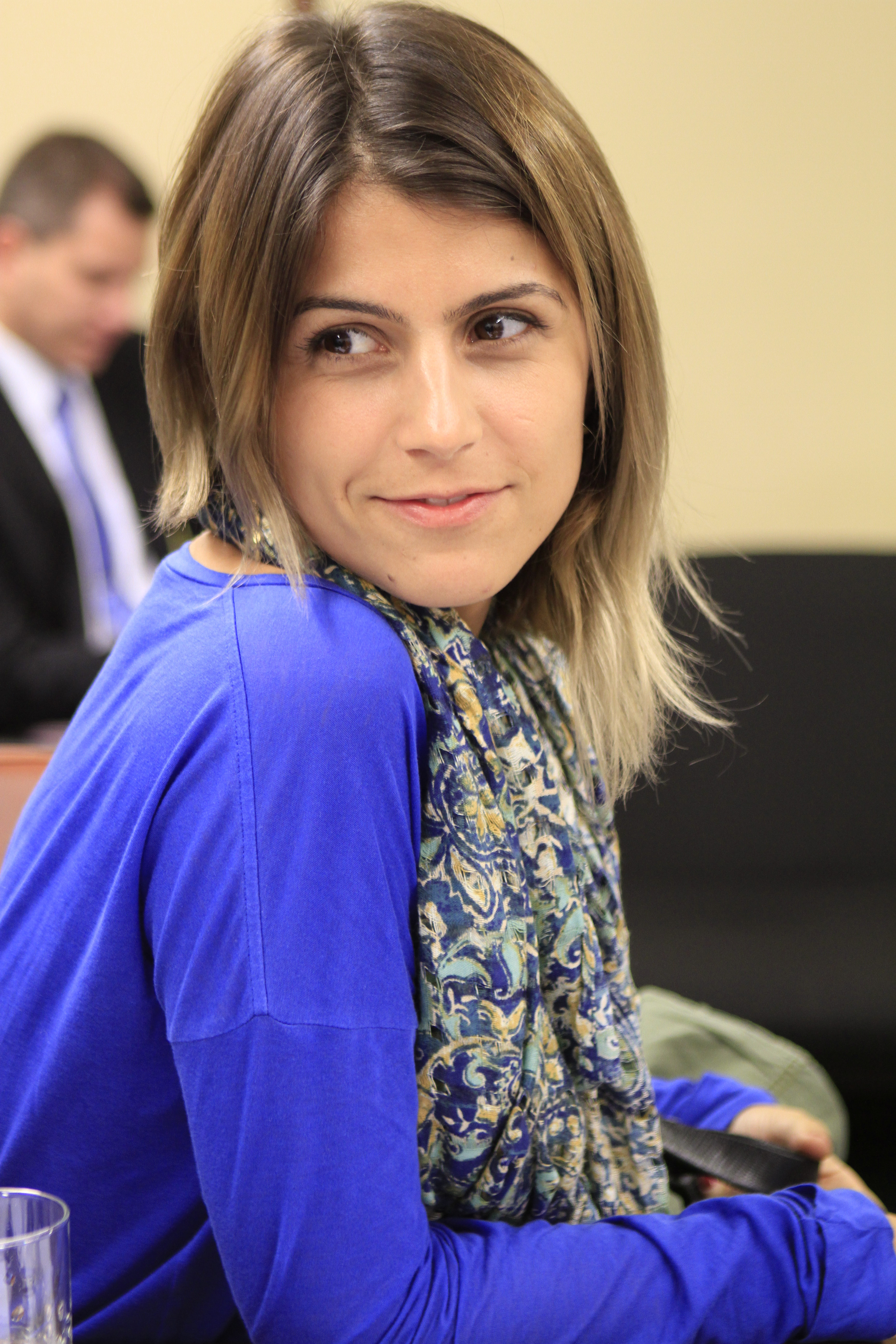
A la Cambra de Diputats (2013).

El 2008, va disputar per primer cop l'alcaldia de la seva ciutat natal. En aquell any, va ser la cara visible d'una plataforma conformada per set partits. El candidat a vicealcalde fou Berfran Rosat, diputat estatal pel Partit Popular Socialista (PPS). Manuela va obtenir 121.232 vots, el 15,35% dels vots vàlids, sent tercera en la primera volta. Les enquestes havien vaticinat que seria segona i tindria opció de disputar la segona volta, però aquesta plaça va ser per Maria del Rosário Nunes, del Partit dels Treballadors (PT), que acabaria derrotada per José Fogaça (PMDB).
El juny de 2012, va oficialitzar la seva candidatura a la batllia de Porto Alegre per a les eleccions d'aquell any. La coalició "Junts per Porto Alegre" va ser composta per cinc partits. El candidat a vicealcalde va ser el regidor Nelcir Tessaro, del Partit Social Democràtic (PSD). En les primeres enquestes electorals divulgades per l'Ibope i altres mitjans, hi havia una minsa diferència entre D'Ávila i José Fortunati, del Partit Democràtic Laborista (PDT). Conforme s'apropava la jornada electoral, la diferència s'anava ampliant a favor de Fortunati. El dia dels comicis, la intenció de vot del polític del PDT superava la barrera de la majoria absoluta. Fortunati va ser reelegit en el primer torn amb una majoria històrica del 65,22% dels vots vàlids; mentre que Manuela d'Ávila va ser segona amb 141.073 vots (17,76% dels vots vàlids).
L'any 2020 va tornar a optar a l'alcaldia de Porto Alegre, en una candidatura unitària amb l'exministre Miguel Rossetto, del PT, lluitant per la vicealcaldia. La campanya electoral va estar marcada per acusacions de fake news envers l'entorn bolsonarista. D'Ávila i Rossetto van ser segons en el primer torn, però no van poder capgirar les enquestes i van ser derrotats en la segona volta.

### Diputada estatal

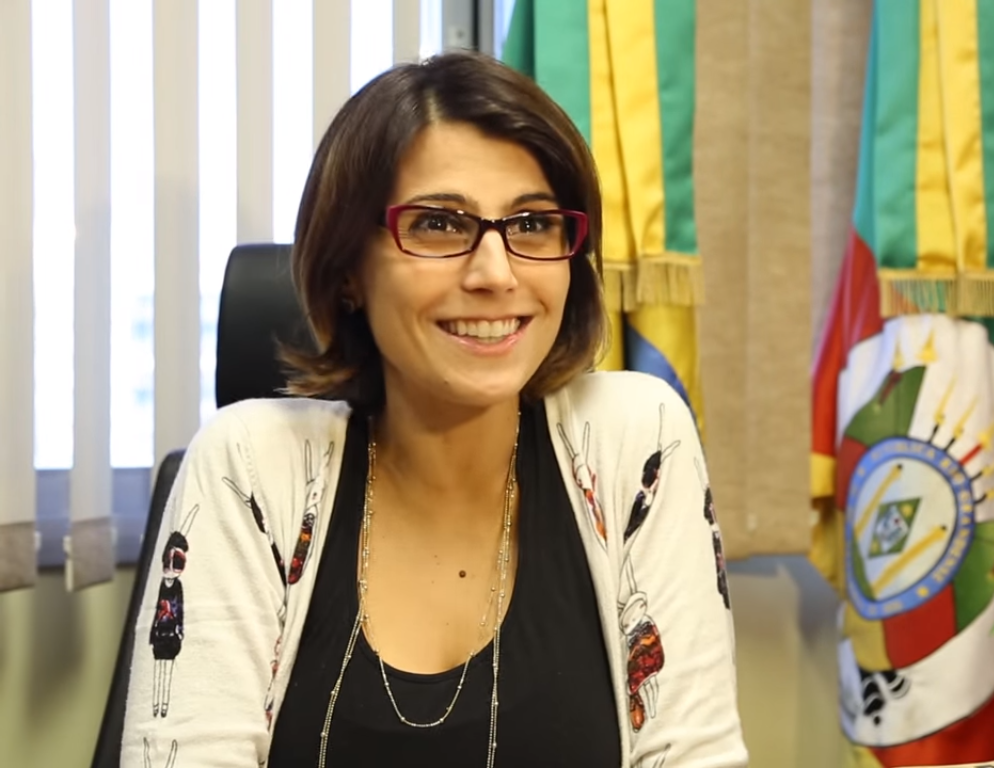
A l'Assemblea de Rio Grande do Sul (2015).

D'Ávila va confirmar que no es presentaria a la reelecció a la Cambra de Diputats, i que en canvi optaria a un escó a l'Assemblea Legislativa de Rio Grande do Sul en les eleccions generals de 2014.. D'aquesta manera, va dir, podria fer una militància de proximitat i dedicar-se a la població i els moviments socials del seu estat.
Va ser escollida per al càrrec amb el major percentatge d'aquella elecció, totalitzant 222.436 vots (3,64% dels vots vàlids). D'acord amb les seves declaracions, participar d'unes eleccions és una avaluació de la feina feta en els anys previs, i aconseguir ser la persona més votada era motiu de compromís i orgull. En prendre possessió per a la 54.ª Legislatura de l'Assemblea gaúcha, l'1 de febrer de 2015, va integrar sis comissions: Constitució i Justícia; Ciutadania i Drets Humans; Assumptes Municipals; Seguretat i Serveis Públics; Comissió Mixta Permanent de Participació Legislativa Popular; i Mixta Permanent del Mercosur i Assumptes Internacionals.

### Candidata a la Vicepresidència del Brasil
El 18 de febrer de 2016, va anunciar que no repetiria candidatura a l'alcaldia portoalegrense d'aquell any. Com a justificació principal de la seva decisió, va afirmar que desitjava cuidar de la seva filla Laura, que llavors tenia cinc mesos d'edat. En una enquesta del diari Correio do Povo de desembre de 2015, Manuela havia encapçalat els resultats amb un suport del 25,3%.

Un any i mig més tard, el novembre de 2017, el PCdoB va confirmar D'Ávila com la candidata del partit en les eleccions presidencials de 2018, en la que seria el primer cop que el partit presentava en solitari des de la redemocratització del país. Emperò, l'agost de 2018, el PCdoB va arribar a un acord amb el PT per formar una candidatura conjunta, amb Lula da Silva com a presidenciable i D'Ávila acompanyant-lo a la vicepresidència. Lula es trobava empresonat des del mes d'abril i l'11 de setembre —poques setmanes abans dels comicis— el Tribunal Superior Electoral va ratificar la suspensió dels drets de representació de l'expresident. D'aquesta manera, la parella electoral de la portoalegrense va ser Fernando Haddad. Malgrat l'aparent improvisació dels partits d'esquerres, la candidatura va superar el primer torn de les eleccions; encara que va ser finalment derrotada per Jair Bolsonaro en la segona ronda, per una diferència de 10 punts.

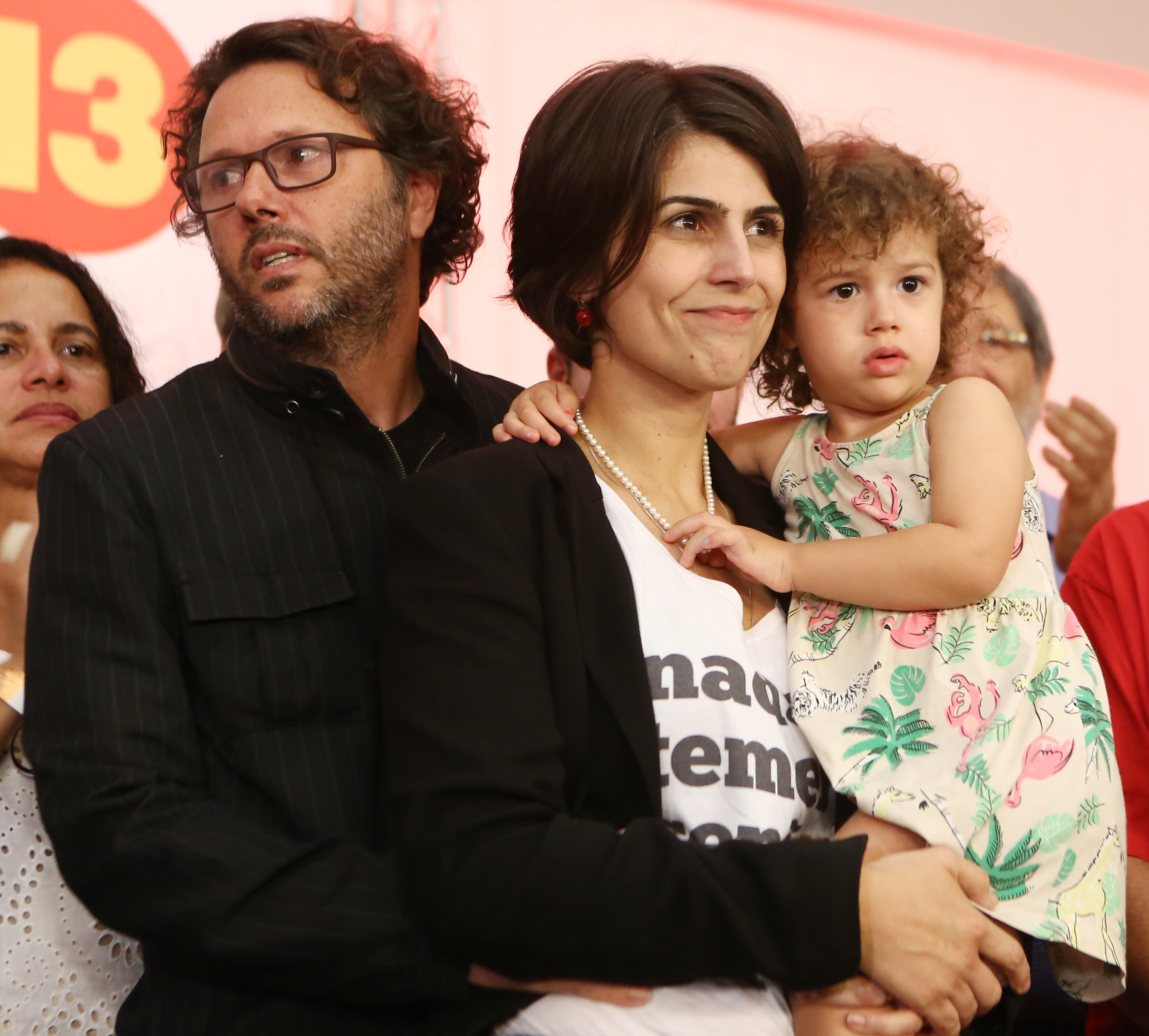
Manuela d'Ávila amb el marit Duca Leindecker i la filla de la parella, Laura (2018).

Després del fallit intent en les municipals de 2020, es va saber que Manuela seria candidata al Senat del Brasil en les eleccions generals de 2022, però a finals de maig va renunciar-hi. En declaracions posteriors, la política gaúcha va explicar que un dels motius que la va fer retirar-se era la quantitat d'amenaces que havia rebut de part de simpatitzants bolsonaristes i que havia posat la seguretat de la seva família per davant de les aspiracions polítiques.

## Vida personal
Entre febrer de 2008 i gener de 2010, va ser parella de l'exministre de Justícia del Brasil, José Eduardo Cardozo. Al juny de 2012, durant una entrevista televisiva, va declarar que la decisió de fer pública la relació amb el llavors diputat va ser «la decisió més valent que va prendre en la seva etapa al Congrés».
Es troba casada amb el músic Duca Leindecker, amb qui conviu des de 2012. La seva filla va néixer el 27 d'agost de 2015 i va rebre el nom Laura. La parella va contraure matrimoni el novembre de 2017.

## Obra publicada

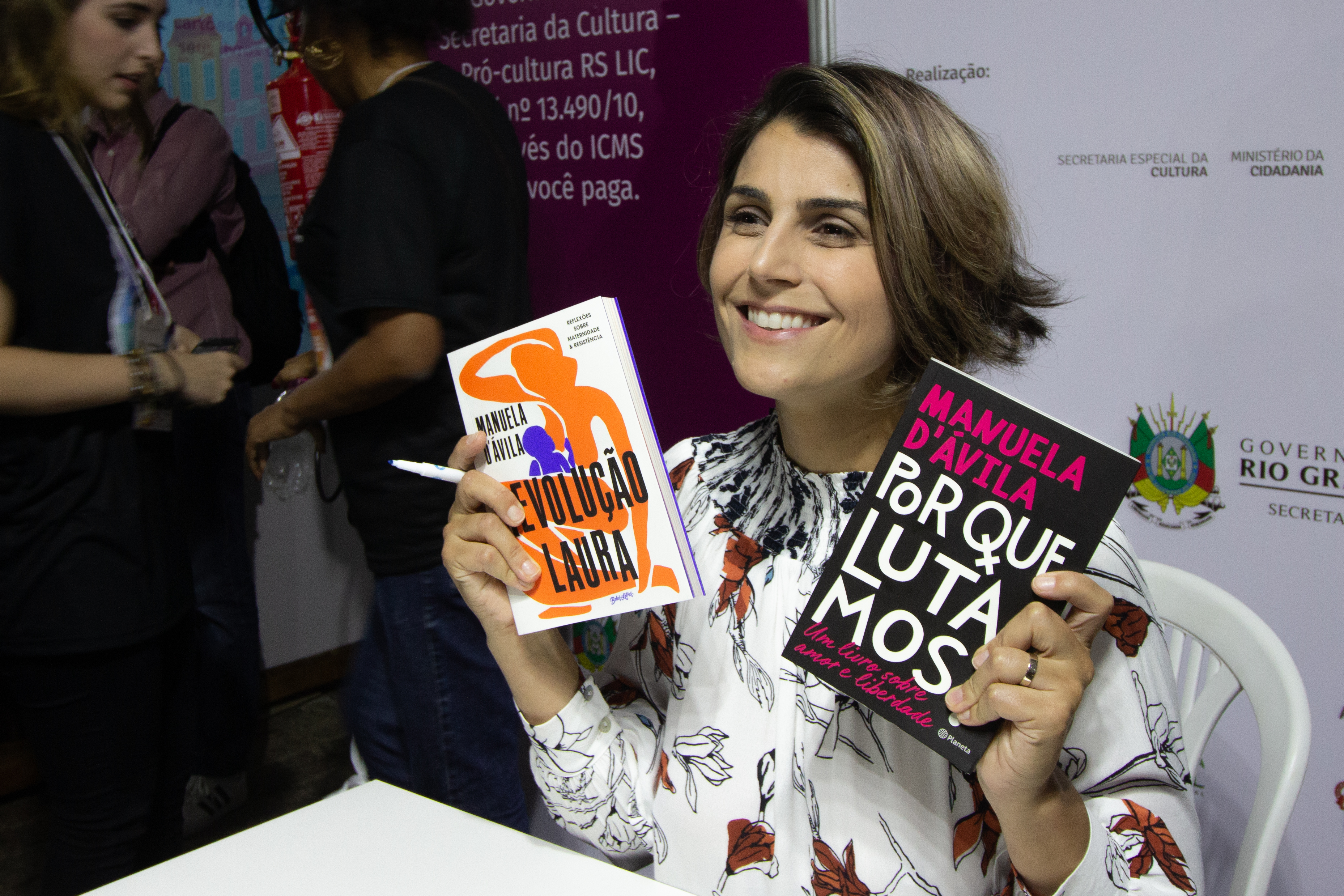
En una signatura de llibres (2019).

Des de que va deixar l'escó de diputada estatal, l'any 2019, D'Ávila ha publicat diversos llibres que tracten sobre la seva visió política, el feminisme i la lluita contra les notícies enganyoses:
- Revolução Laura: reflexões sobre maternidade & resistência (en portuguès brasiler).  Belas-Letras, 2019. ISBN 978-85-8174-476-6.
- Por que lutamos? (en portuguès brasiler).  Planeta, 2019. ISBN 978-85-422-1798-8.
- E Se Fosse Você? (en portuguès brasiler).  Instituto E Se Fosse Você?, 2020. ISBN 978-65-992344-0-8.
- Rede de mentiras e de ódio: e se o alvo fosse você?. (en portuguès brasiler).  Instituto E Se Fosse Você, 2021. ISBN 978-65-992344-2-2.
- Somos as palavras que usamos: Um guia para entender (um pouco ) e explicar (um pouquinho) o mundo (en portuguès brasiler).  Planeta, 2022. ISBN 978-65-5535-838-4.